# Xenobatrachus scheepstrai
Xenorhina scheepstrai là một loài ếch trong họ Nhái bầu. Chúng là loài đặc hữu của Tây Papua, Indonesia.
Các môi trường sống tự nhiên của chúng là các khu rừng vùng núi ẩm nhiệt đới hoặc cận nhiệt đới.